# Minatare
Minatare é uma cidade localizada no estado americano de Nebraska, no Condado de Scotts Bluff.

## Demografia
Segundo o censo americano de 2000, a sua população era de 810 habitantes.
Em 2006, foi estimada uma população de 777, um decréscimo de 33 (-4.1%).

## Geografia
De acordo com o United States Census Bureau, a localidade tem uma área de 1,0 km², sem área coberta por água. Minatare localiza-se a aproximadamente 1166 m acima do nível do mar.

## Localidades na vizinhança
O diagrama seguinte representa as localidades num raio de 16 km ao redor de Minatare.